# Marcello Mastrilli
Marcello Francesco Mastrilli (Naples, 1603-Nagasaki, 17 octobre 1637) est un missionnaire jésuite italien.

## Biographie
Guéri miraculeusement par saint François Xavier (1633) qui lui serait apparu par deux fois, il décide, par gratitude, de partir comme missionnaire pour le Japon.
Chapelain de l'armée de Sebastián Hurtado de Corcuera aux Philippines, il arrive, ensuite au Japon lors du Shogunat Tokugawa et tente de ramener à la foi chrétienne Cristóvão Ferreira. Arrêté dès son arrivée, il est torturé et décapité à Nagasaki sur le mont Unzen.

## Œuvres
- Relation des Isles Philipines, 1637
- Relacion del insigne martyrio que padecio, 1638
- Breue relatione del miracolo operato in Napoli da S. Francesco Saverio Apostolo dell'Indie in persona del p. Marcello Mastrilli della Compagnia di Giesù, à dì 3. di gennaro l'anno del Signore 1634, 1661
- Novena de S. Francisco Xavier para alcanzar por su intercession las gracias que se dessean, 1700

## Hommage
Le peintre Antonio Maria Vassallo en 1664 le représente dans sa toile Martyrdom of Saint Marcello Mastrilli.